# Byšice (zámek)
Zámek Byšice se nachází ve Středočeském kraji, okrese Mělník, v obci Byšice, 10 km jihovýchodním směrem od Mělníka na Mladou Boleslav. Počátky zámku spadají do roku 1719 a jeho současný stav je dezolátní.

## Historie

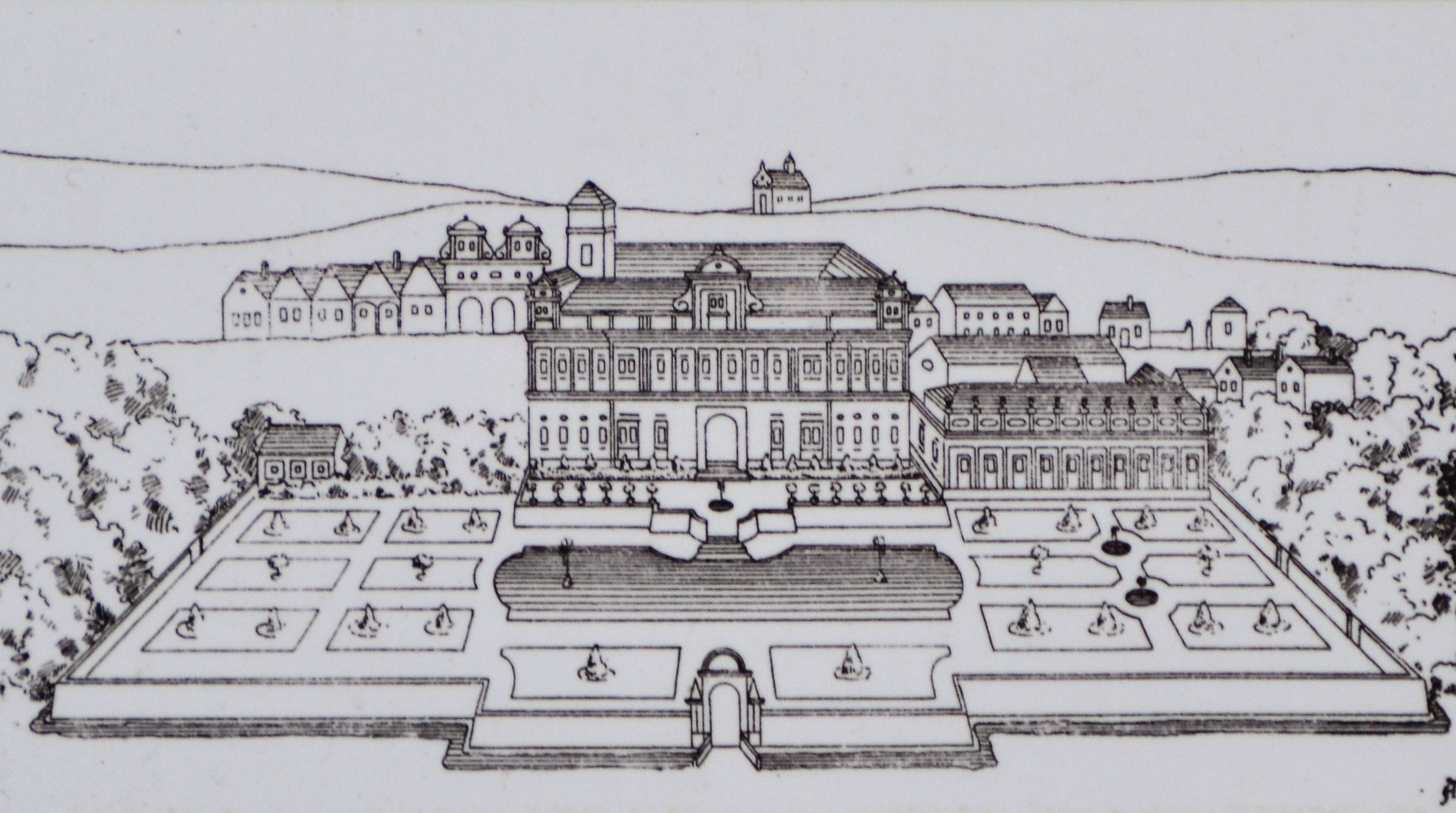
Podoba zámku v 17. století (podle obrazu v liblickém zámku

V roce 1719 tehdejší panství Byšice získali Černínové, kteří ho připojili ke svému mělnickému panství. Někdy v této době na přelomu 17. a18. století byla přestavěna stará renesanční tvrz na čtyřkřídlý barokní patrovou obdélníkovou budovu s dvorem uprostřed.

## Osmnácté a devatenácté století
V průběhu 18. století byly zámecké prostory, park a zahrada přepracovány do rokokového slohu. Průchod z nádvoří vedl do parku se sallou terrenou s bohatou štukovou výzdobou a umělými krápníky. Od druhé poloviny 19. století nebyl zámek trvale obýván. Sloužil pouze jako letovisko a byl stále více přizpůsobován zemědělským účelům mělnického velkostatku a postupně byl těmto účelům zcela přizpůsoben.

## Novodobé dějiny
V roce 1972 zámek získala Československá akademie věd a provedla rozsáhlé úpravy objektu. Po roce 1990 se majitelem zámku stal soukromý majitel. Celý areál je silně zchátraný a některé jeho části jsou vážně poškozeny. Hlavní zámecká budova byla v minulosti zajištěna a zachráněna před úplným zničením provizorní plechovou krytinou střechy. Od té doby ale není objekt v podstatě udržován. Nedávné provizorní zajištění zabraňuje naprostému zničení památky, ale stav zůstává kritický. V roce 2016 dostal zámek nového majitele, který zahájil rekonstrukční práce.

## Popis z konce 19. století
Zámek jest pěkné velké stavení jednopatrové s dvojitou střechou mansardskou, opatřenou vížkou. Nad vchodem pod střechou jsou hodiny. Dvůr zámecký v podobě obdélníka má na všech čtyřech stranách v přízemí i v prvním poschodí otevřené loubí. V zámku je kaple zasvěcené Panně Marii. O Božím Těle po vykonaném průvodu církevním bývá zde uschována svátost oltářní a bývá odpoledne přenesena v slavném průvodu do kostela byšického. Ostatně bývají málokdy služby Boží slouženy. U zámku prostírá se rozsáhlá zahrada. V zámku bydlí knížecí úřednictvo a služebnictvo hospodářské a cukrovarské. Hospodářští úředníci jsou Antonín Rokos, správce a Jan Fabián, adjunkt.